# Жувенсио, Жувенал
Жувена́л Жуве́нсио (порт. Juvenal Juvêncio, 25 февраля 1934, Санта-Роза-ди-Витербу, штат Сан-Паулу — 9 декабря 2015, Сан-Паулу) — бразильский адвокат, депутат законодательного собрания штата Сан-Паулу, следователь полиции и президент футбольного клуба «Сан-Паулу». С 1963 по 1967 год совмещал должность адвоката и мандат депутата заксобрания штата. Кроме того, был директором компании Cecap («Компания содействию жилищному и муниципальному строительству штата Сан-Паулу», в настоящее время называется CDHU), во время правления губернатора Лаудо Натела (1971—1975). После ухода с поста президента «Сан-Паулу» работал директором секции любительского футбола в клубе.

## Биография

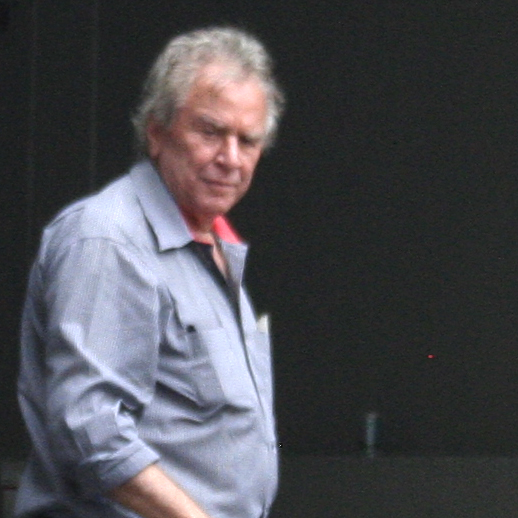
Жувенал Жувенсио, бывший президент футбольного клуба «Сан-Паулу».

C 1984 по 1988 год занимал первый для себя важный пост в «Сан-Паулу», работая в качестве директора футбольного департамента, это было во время правления президента Карлоса Мигела Айдара. При вступлении в должность назвал «мусором» некоторых игроков, которые выступали в клубе уже несколько лет и были кумирами болельщиков — Валдира Переса, Ренато и Зе Сержио.
В апреле 1988 года, по окончании второго срока Айдара, был избран в качестве президента, всего на один голос опередив ближайшего конкурента, за счёт голоса, отданного руководителем клуба болельщиков, что вызвало протесты оппозиции, несмотря на то, что голосование члена клуба было разрешено уставом. Был президентом с 1988 по 1990 год, в этот период «Сан-Паулу» стал чемпионом штата 1989 года и вице-чемпионом Бразилии того же года. Но в 1990 году команда провела невзрачную кампанию в чемпионате штата, не сумев попасть в «Зелёную группу» следующего первенства, в которой выступали традиционные соперники «трёхцветных» («Палмейрас», «Коринтианс» и «Сантос»). Во время первого правления Жувенсио в «Сан-Паулу» команда завоевала ещё один неофициальный титул в 1989 году, победив международном турнире в мексиканской Гвадалахаре.
С 2003 по 2006 год вновь занимал должность директора футбольного департамента в «Сан-Паулу», на этот период приходятся победы команды в Кубке Либертадорес и клубном чемпионате мира 2005 года. Тогдашний президент Марсело Португал Говеа настоял на том, чтобы Жувенсио смог вернуться в клуб. К победной кампании в Кубке Либертадорес Жувенсио смог укрепить состав несколькими важными игроками, такими как Соуза и Сисиньо.
Вновь стал президентом клуба в 2006 году, после этого команда трижды подряд стала чемпионом Бразилии — в 2006, 2007 и 2008 годах. Был переизбран 22 апреля 2008 года со 147 голосами за и 64 голосами против, конкуренцию ему составил бывший дзюдоист Аурелио Мигел. Жувенсио стал первым президентом «Сан-Паулу», избранным на три года, после изменения устава клуба. Поэтому второй подряд срок его президентства был с апреля 2008 по апрель 2011 года.
Подвергался критике со стороны членов «Сан-Паулу» за противоречивые отношения с несколькими руководителями других клубов и спортивных организаций, которые, по мнению критиков, могли нанести вред «Сан-Паулу». В ответ Жувенсио заявлял, что он защищал интересы клуба. Жувенал также получил высокую оценку за свою преданность клубу, который, как писало издание Jornal da Tarde, им «дышал 24 часа в сутки».
В апреле 2011 года Жувенал Жувенсио снова был избран на трёхлетний срок. После трёх сроков президентства, Жувенал занял должность директора футбольного Центра подготовки спортсменов в Котии. Несколько месяцев на этой должности проработал бывший президент клуба Карлос Мигел Айдар, но он был уволен из-за разногласий с Жувенсио.

## Скандалы
В связи с деятельностью Жувенала Жувенсио неоднократно возникали скандальные или спорные ситуации. В 2010 году, когда стало известно о том, что Морумби был исключён из заявки и заменён на Арену Итакеран в качестве одного из стадионов чемпионата мира 2014 года, президент «трёхцветных» в качестве оправдания подверг критике будущий стадион своих соперников из-за того, что он якобы находится «в плохих условиях доступности в своём районе».
В 2012 году в интервью радио Estadão/ESPN, Жувенсио «убил» экс-президента КБФ Рикардо Тейшейру. Президент «Сан-Паулу» сказал: «Он возглавил [КБФ] благодаря тестю [экс-президенту ФИФА Жоао Авеланжу]. Есть люди, которые утверждают, что он был хорошим президентом, принёс стране победу в чемпионате мира и т. п. Но я думаю, что Рикардо — не человек футбола. Исходя из этого, я понимаю, почему он ушёл. Теперь мы говорим об этом, потому что он ушёл. Наши позиции [различались], когда он был жив, но у него всё же была своя позиция». Через несколько дней после этого интервью ЖЖ (прозвище Жувенсио) в очередном комментарии заявил, что он «надеялся» на смерть бывшего президента КБФ: «Вот, он [Тейшейра] не мог нормально питаться, потому что у него был диабет, и я надеялся увидеть, что он умер, но он был живой!»
10 мая 2013 года Жувенал Жувенсио, после вылета «трёхцветных» из Кубка Либертадорес и Лиги Паулисты, объявил о доверии Нею Франко на посту главного тренера, объясняя, что такой профессионал «является нужным (…) работником, и, со временем (…), он оправдает надежды». Однако вместо увольнения Франко, Жувенсио решил разорвать контракты с семью футболистами, утверждая, что некоторые из них не соответствуют уровню команды. По словам Марко Аурелио Куньи, одного из главных оппонентов Жувенсио, избавление от такого количества игроков свидетельствует о том, что президент клуба «делает неправильные вещи, но он будет продолжать это делать; иначе будет признание провала стратегии».

## Смерть
На протяжении нескольких лет спортивный функционер страдал от рака предстательной железы, в последние месяцы заболевание слишком ослабило состояние его здоровья. Жувенал Жувенсио умер 9 декабря 2015 года в возрасте 81 года. Он был похоронен на кладбище Морумби.

## Титулы «Сан-Паулу» во время президентства Жувенала Жувенсио
- Чемпион Бразилии (3): 2006, 2007, 2008
- Чемпион штата Сан-Паулу (1): 1989
- Обладатель Южноамериканского кубка (1): 2012